# Heptarthrius triangulum
Heptarthrius triangulum es una especie de insecto coleóptero de la familia Chrysomelidae.
Fue descrita científicamente en 2004 por Schoeller.